# Dicranota (Rhaphidolabis) avis
Dicranota (Rhaphidolabis) avis is een tweevleugelige uit de familie Pediciidae. De soort komt voor in het Nearctisch gebied.